# Kozma András (dramaturg)
Kozma András (Konsztantyinovo, 1967. április 12. –) magyar dramaturg, műfordító.

## Élete
1967-ben született Konsztantyinovóban, a Szovjetunió területén, orosz édesanya és magyar édesapa gyermekeként. Gyermekkorát Magyarországon töltötte, ahol később felsőfokú tanulmányait is folytatta.  Az Eötvös Loránd Tudományegyetemen szerzett tanári diplomát orosz és történelem szakon. Tanulmányait Japánban is folytatta Tanaka Min iskolájában, majd Moszkvában, Anatolij Vasziljev Drámai Művészet Iskolájában tanult, ahol színész-rendező diplomát kapott. Pályafutását 1996-ban kezdte a Hattyú-Dal-Színházban, ahol tíz éven keresztül dolgozott színészként.

## Pályafutása
1999 és 2002 között az épülő új Nemzeti Színházban nemzetközi referensként, segéddramaturgként és rendezőasszisztensként tevékenykedett. Ezt követően, 2002 és 2006 között szabadúszóként több magyar színházban is dolgozott, köztük Szolnokon, Székesfehérváron, Gyulán, a Közép-Európa Táncszínházban, a Magyar Állami Operaházban és az Újszínházban.
2003-tól hét évadon keresztül a Vidnyánszky Attila vezette debreceni Csokonai Színház társulatának tagja volt, majd 2013-tól a Nemzeti Színházhoz csatlakozott. Dramaturgként és műfordítóként is aktív, emellett a MITEM egyik szervezője. Kiemelt területe az orosz színházi kapcsolatok ápolása.
2011 óta oktat a Kaposvári Egyetem Színházi Intézetében. Több drámafordítása is megjelent, valamint az ő munkájának köszönhetően olvasható Lev Tolsztoj naplóinak nagy része magyarul.
Munkásságát több rangos díjjal ismerték el: 2015-ben Hevesi Sándor-díjat kapott a magyar kultúra nemzetközi népszerűsítéséért, ugyanebben az évben pedig a Nemzeti Színház Németh Antal-díját is elnyerte. 2020-ban a Magyar Ezüst Érdemkereszttel (polgári tagozat) tüntették ki.